# Pierre-François Tissot

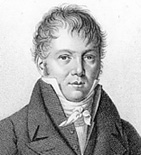
Pierre-François Tissot

Pierre-François Tissot (* 10. März 1768 in Versailles; † 7. April 1854 in Paris) war ein französischer Dichter, Latinist, Übersetzer, Historiker und Mitglied der Académie française.

## Leben
Tissot wuchs in Versailles als Sohn eines Hofparfumeurs auf. Bestimmend war seine Freundschaft zu dem Revolutionär Jean-Marie-Claude-Alexandre Goujon (1766–1795), dessen Schwester er 1793 heiratete und mit dem er sich in den Dienst der Französischen Revolution stellte. Zuerst Mitarbeiter der Stadt Versailles, kämpfte er 1793 in der Vendée, trat 1794 in die Dienste der Stadt Paris und begleitete Goujon 1794 in die Pfalz. Nachdem Goujon 1795 zum Tode verurteilt wurde, verhalf er ihm zum Selbstmord und kam dann als Fabrikarbeiter für dessen Familie auf. Von der Republik enttäuscht, ging er nach Tours und übersetzte Vergils Eclogae in Verse. 1800 entging er der Deportation, begeisterte sich für Napoleon Bonaparte und betätigte sich gleichzeitig als erfolgreicher Industrieller und als Dichter von Gelegenheitslyrik. Wegen seiner Eklogenübersetzung wählte ihn Jacques Delille 1810 als Ersatzprofessor für lateinische Poesie am Collège royal. 1813 wurde er von Napoleon als Nachfolger des verstorbenen Delille bestätigt.
Als Liberaler stand er der Restauration reserviert gegenüber, war Mitarbeiter der Zeitung Le Constitutionnel, 1818 Mitgründer der Tageszeitung La Minerve und wurde 1821 von seinem Lehrstuhl entfernt. Als Besitzer der Zeitung Pilote begrüßte er die Julirevolution von 1830 und erlangte seinen Lehrstuhl zurück, den er bis zu seinem Tod innehatte. Die vergleichenden Vergilstudien in 4 Bänden, die er 1825–1830 veröffentlichte, verschafften ihm 1833 den Sitz Nr. 16 in der Académie française. Er bedankte sich mit einer persönlich gefärbten 6-bändigen Geschichte der Französischen Revolution. 1840 erlitt er einen Verkehrsunfall, laborierte lange an dessen Folgen und starb 1854 verarmt im Alter von 86 Jahren.

## Werke (Auswahl)

### Autor
- Études sur Virgile comparé avec tous les poètes épiques, anciens et modernes. 4 Bde. Paris 1825–1830.
- Poésies érotiques. 2 Bde. Paris 1826. (Literaturkritik)
- Histoire complète de la Révolution française. 6 vol. Paris 1834–1836.
- Histoire de France, depuis Pharamond jusques et y compris le règne de Louis-Philippe. Paris 1837.

### Übersetzer
- Vergil: Églogues traduites en vers français. 1800. (späterer Titel: Les Bucoliques)
- Jean Bonnefons: La Pancharis, ou les Baisers. Traduction en vers. Couard, Paris 1818.

### Herausgeber
- Lazare Carnot: Mémoires historiques et militaires sur Carnot. Paris 1824.
  - (deutsch) Historisch-militärische Denkwürdigkeiten. Hartmann, Leipzig 1824.